# حلمي أبو شعبان

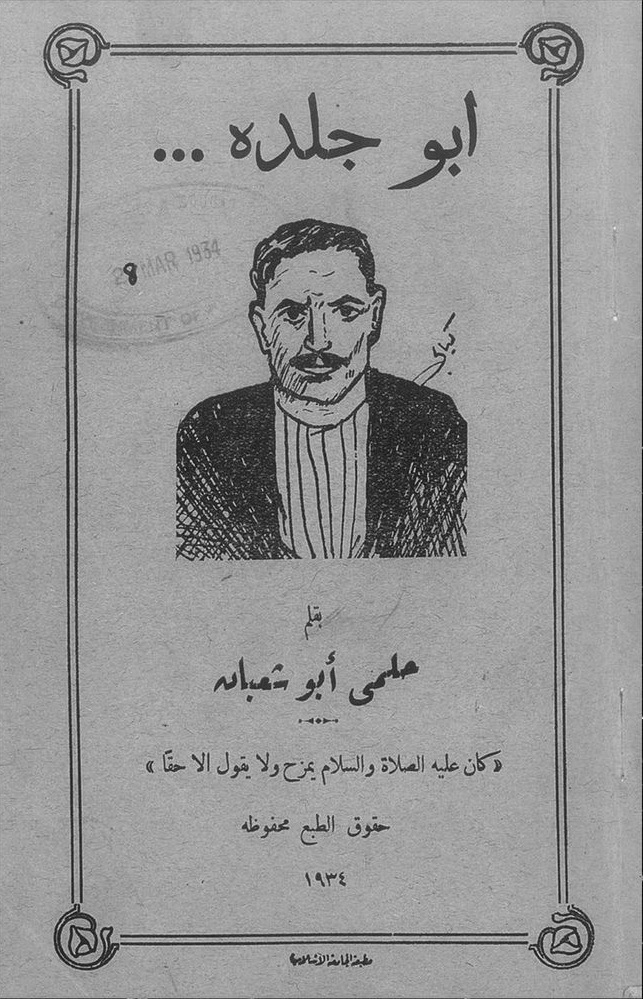
غلاف رواية أبو جلدة التي كتبها حلمي أبو شعبان، صدرت بيافا سنة 1934م.

حلمي مصباح حافظ أبو شعبان (1911 - 11 يناير 1978) هو أديبٌ وشاعر وكاتب فلسطيني.

## حياته
بدأ حلمي حياته العملية محرراً في جريدة صوت الحق. مع نهاية العشرينات لصاحبها المحامي فهمي بك الحسيني حيث كتب الأستاذ حلمي أولى مقلاته التي تندد بوجود الانتداب البريطاني على فلسطين ووعد بلفور. عمل بعد ذلك حلمي سنة 1930 باشكاتب في بلدية غزة ثم سكرتيراً وأمين صندوق لبلدية غزة سنة 1934. وبقدوم عام 1936 بدأ يقدم برنامج "حديث المساء" في إذاعة فلسطين "هنا القدس". اتجه بعد ذلك حلمي إلى التجارة فافتتح أول مكتبه في غزة المدرسية "المكتبة الهاشمية" حاليا. وفي منتصف عام 1945م قَدم إلى غزة السيد عبد الحميد شومان مؤسس البنك العربي ووقع اختياره علي الأستاذ حلمي أبو شعبان ليؤسس أول فرع للبنك العربي في غزة.

## المناصب التي تقلدها
عضو مجلس بلدي غزة في عام 1946م خاض حلمي انتخابات البلدية ممثلاً عن منطقة الرمال وأصبح عضوا في مجلس بلدية غزة.
بعد سنة 1948م كان حلمي على علاقة جيده مع رجال الإدارة المصرية بحكم وظيفته كمدير للبنك العربي وعضو مجلس بلدي ابتداء من [اللواء مصطفي الصواف] قائم مقام غزة [واللواء عبد الله رفعت] حاكم غزة وكان يدون لقاءاته تحت عنوان «من منازلهم» في جريدة غزة.
وفي 7مارس 1952م تمت ترقيته بنقله إلى مصر حيث غادر غزة في أبريل سنة 1952م ليتولى منصب مدير البنك العربي بمدينة المحلة الكبرى في مصر.
وبعد شهور قليلة من توليه لمنصبه الجديد قامت ثورة 23 يوليو 1952م فأرسل حلمي برقية تأييد للواء محمد نجيب قائد الثورة.

## العودة للوطن
في 1963م رجع حلمي إلى غزة مديراَ لفرع البنك العربي، وأسس له مبنى جديد وهو مبنى (فرع الساحة) حالياَ وظل مستمراَ في عمله حتى نكسة عام 1967م واستيلاء إسرائيل على غزة 5/6/1967م.

## مؤلفاته
- أبو جلدة، وهي رواية عن أحمد حمد الحمود، الشهير بأبو جلدة، صدرت سنة 1934 بيافا.[4]
- تاريخ غزة: نقد وتحليل، صدرت سنة 1943 بالقدس.[5]

## وفاته
تُوفي في قطاع غزة بتاريخ 11 يناير 1978.